# The Dark Third
The Dark Third – pierwszy album Pure Reason Revolution wydany w 2006 roku. Został wyprodukowany przez Paula Northfielda. Jest jednym z albumów, które zapoczątkowały nurt New Prog. Wszystkie utwory napisał Jon Courtney.

## Lista utworów
1. "Aeropause" – 5:44
2. "Goshen's Remains" – 5:23
3. "Apprentice of the Universe" – 3:59
4. "The Bright Ambassadors of Morning" – 11:56 (J. Courtney & G. Jong)
5. "The Exact Colour" – 4:03
6. "Voices in Winter / In the Realms of the Divine" – 6:33
7. "Bullitts Dominæ" – 5:20
8. "The Twyncyn / Trembling Willows" – 7:16
9. "He Tried to Show Them Magic! / Ambassadors Return" – 5:17